# Cezar și Cleopatra (film)
Cezar și Cleopatra este un film produs în anul 1945 în care rolurile principale sunt interpretate de Claude Rains și Vivien Leigh, produs și regizat de Gabriel Pascal.